# Comuna Dahtalia, Krîjopil
Dahtalia (în ucraineană Дахталія) este o comună în raionul Krîjopil, regiunea Vinnița, Ucraina, formată din satele Dahtalia (reședința) și Mareanivka.

## Demografie
Componența lingvistică a satului Dahtalia
     Ucraineană (98,2%)
     Română (1,35%)
     Alte limbi (0,45%)
Conform recensământului din 2001, majoritatea populației satului Dahtalia era vorbitoare de ucraineană (98,2%), existând în minoritate și vorbitori de română (1,35%).